# Greenwich Park

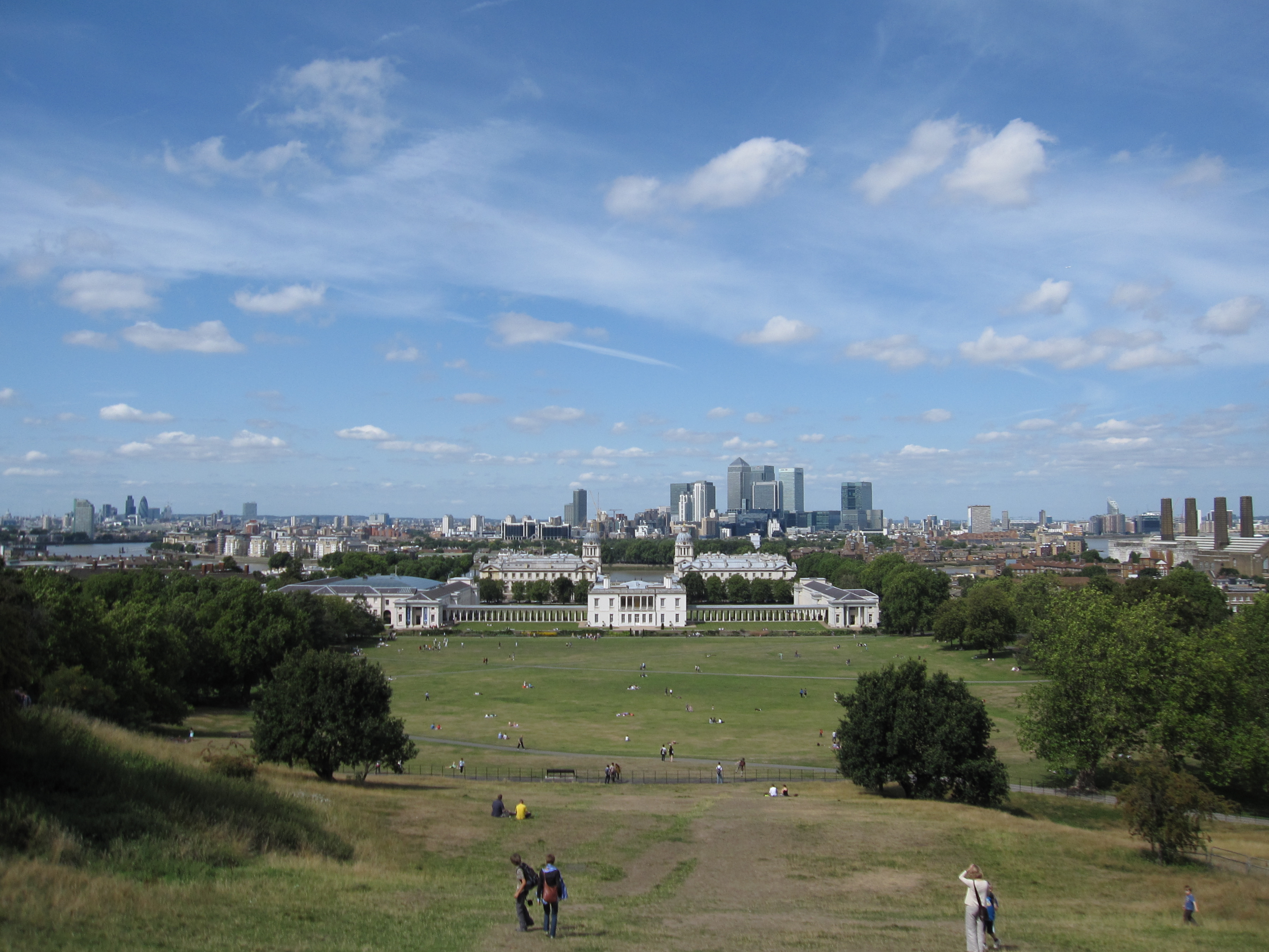
Blick auf den Greenwich Park, auf Queen’s House, National Maritime Museum, Canary Wharf, links City of London mit St Paul’s Cathedral

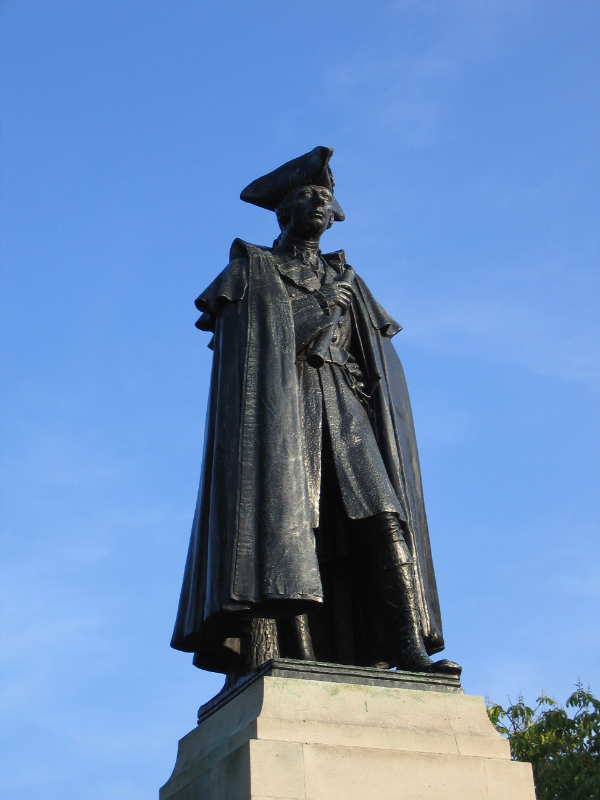
Statue von James Wolfe

Der Greenwich Park ist einer der königlichen Parks in London. 1997 wurden der Greenwich Park und die dazugehörigen Gebäude von der UNESCO zum Weltkulturerbe der Menschheit erklärt.

## Lage
Der Greenwich Park liegt im Londoner Stadtteil Greenwich.
Am Nordrand des 73 Hektar großen Parks befinden sich das National Maritime Museum und das Queen’s House, ein ehemaliger königlicher Palast. Auf einem Hügel in der Mitte des Parks befindet sich das Royal Greenwich Observatory. Der kleine Platz vor dem Observatorium wird durch eine Statue von General James Wolfe geschmückt.
Vom Hügel aus sieht man in Richtung Norden ein Panorama mit dem ehemaligen Greenwich Hospital (später das Royal Naval College), der Themse, den Wolkenkratzern von Canary Wharf, der City of London und dem Millennium Dome.
Der Park besitzt zahlreiche Freizeiteinrichtungen wie einen Kinderspielplatz, einen Bootssee, einen Kräutergarten, einen Blumengarten mit Ententeich, einen Rosengarten, einen Cricket-Spielplatz, mehrere Tennisplätze, einen Musikpavillon und einen kleinen Tierpark. Südlich des Parks schließt sich, getrennt durch eine breite Straße, die Grünfläche Blackheath an. Im Park wurden die Reste eines römischen Tempels ausgegraben.
Im Greenwich Park befindet sich das Startgelände des jährlich stattfindenden London-Marathons.

## Sportstätte
Der Greenwich Park war Austragungsort der Olympischen Spiele 2012 und Paralympics 2012. Hier wurden die Pferdesport-Wettbewerbe sowie die Disziplinen Springreiten und Combined (Laufen und Schießen) des Modernen Fünfkampfs ausgetragen. Dafür wurde der Park im Jahr 2012 umgestaltet und temporär ein Reitstadion mit 23.000 Sitzplätzen sowie eine Geländestrecke für den Geländeritt der Vielseitigkeit installiert.